# Oberdorf bei Immenstadt

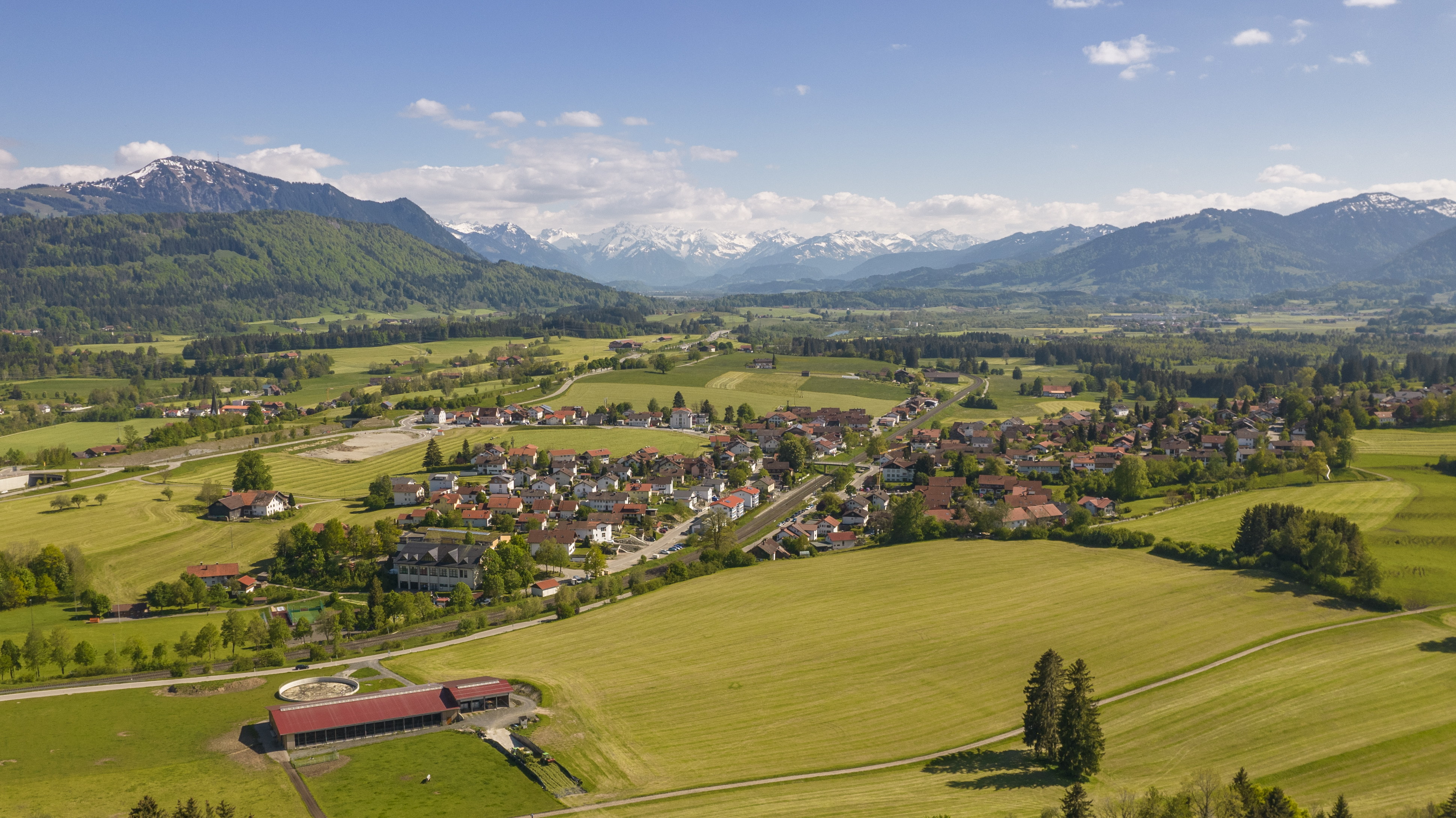
Blick auf Oberdorf bei Immenstadt

Oberdorf bei Immenstadt (amtlicher Name Oberdorf b.Immenstadt) ist mit 1313 Einwohnern (Stand Gemeinderegister vom 20. Mai 2021) der größte Gemeindeteil in der Gemarkung Martinszell der Gemeinde Waltenhofen zwischen Kempten (Allgäu) und Immenstadt im Allgäu und liegt auf einer Höhe von 740 m ü. NHN. Die Siedlung ist ländlich geprägt, bietet aber gleichzeitig gute Anbindung zu den Wirtschaftsstandorten Kempten, Immenstadt und Sonthofen.

## Lage
Oberdorf verfügt über einen Haltepunkt an der Bahnstrecke Buchloe–Lindau. Dieser trägt aber den Namen des Nachbardorfs Martinszell. Mit dem Auto ist Oberdorf über die naheliegende B19 erreichbar. Kempten und Sonthofen sind so in weniger als 10 Minuten zu erreichen. Das Ufer des Niedersonthofener Sees ist nur rund 400 Meter entfernt.

## Infrastruktur
Neben einem Bahnhaltepunkt gibt es in Oberdorf auch eine Grundschule und einen Kindergarten. Eine Mehrzweckhalle wird sowohl für kulturelle als auch für sportliche Anlässe benutzt. Des Weiteren befinden sich in Oberdorf ein Minigolfplatz, Tennisplätze und ein Fußballplatz.

## Kulturelles
Im Jahr 2014 wurde die IG OMa e. V. (Interessensgemeinschaft zur Förderung der dörflichen Entwicklung Oberdorf/Martinszell) gegründet. Die IG betreibt im ehemaligen Bahnhof in Oberdorf ein Café, bietet Kulturveranstaltungen an und organisiert Dorffeste. Zudem veranstaltet sie einen kleinen Wochenmarkt am Bahnhofsgebäude.
Das Jugendtheater Martinszell ist eine überregional bekannte Theatergruppe. Der 1981 gegründete Verein hat aktuell 180 Mitglieder (Stand Januar 2021). Das Jugendtheater besteht aus verschiedenen Kinder- und Jugendgruppen sowie einer Gauklergruppe und einer Truppe für Schwarzes Theater. Der Hauptspielort und die Proberäume des Jugendtheaters befinden sich in der Mehrzweckhalle von Oberdorf.